# Francisco Maffioletti Celedón
Francisco Maffioletti Celedón (Santiago de Chile, 1971) es un psicólogo chileno, especializado en Psicología jurídica y Psicología forense. Ha desarrollado una extensa carrera como académico, perito forense, investigador y consultor en temas relacionados con los Derechos Humanos, la Justicia Penal y la Victimología. Asimismo, se ha desempeñado como Perito Judicial desde 1997, participando en tal calidad a nivel nacional en causas emblemáticas y de alta conmoción pública. Desde 2016 forma parte del listado de peritos a nivel nacional de las Ilustrísimas Cortes de Apelaciones del Poder Judicial.

## Formación académica
Maffioletti se tituló de psicólogo en la Universidad Diego Portales (UDP) en 1997. Posteriormente cursó un Máster en Psicología Clínica, Legal y Forense en la Universidad Complutense de Madrid (2000-2002) y un Doctorado en Psicología Jurídica y Forense en la Universidad de Buenos Aires (2013-2018). También posee estudios de diplomado en Prevención del Delito (Universidad de Chile) y en Métodos Cuantitativos para la Investigación Social (UDP).

## Trayectoria profesional
Ha trabajado en diversas instituciones públicas, incluyendo el Instituto de Criminología de la Policía de Investigaciones de Chile, donde fue jefe del Departamento de Evaluación Pericial a Imputados y Testigos (2002-2005); y la Fiscalía Nacional del Ministerio Público (2005-2016), en la que ocupó cargos de subdirección de Unidades Especializadas en Delitos Sexuales, Responsabilidad Penal Adolescente, y Delitos Violentos entre los años 2011 y 2015, y además como profesional de la División de Estudios y Control de Gestión.
Actualmente, es presidente de la Fundación Instituto Chileno para el Estudio de la Violencia (ICEV) y coordinador del equipo de psicología del Instituto Iberoamericano de La Haya (IIH) para la Paz, los Derechos Humanos y la Justicia (2015-2025). 

### Instituto Nacional de Derechos Humanos (INDH)
Desde octubre de 2021, Maffioletti es integrante experto del Comité de Prevención contra la Tortura (CPT) de Chile, organismo autónomo adscrito al Instituto Nacional de Derechos Humanos (INDH). En este rol destaca el haber sido el primer Presidente elegido por el comité de 7 expertos (2022), habiendo liderado áreas estratégicas como la de Niñez y Adolescencia y Salud Mental. También ha participado en visitas de monitoreo a centros de protección infantil, recintos penitenciarios, hospitales psiquiátricos, unidades policiales y comunidades indígenas, entre otros.

## Docencia
Desde 1993, Maffioletti ejerce como docente en la Facultad de Psicología de la Universidad Diego Portales, desde el rol de ayudante, profesor auxiliar, profesor adjunto, y profesor titular adjunto. Ha impartido clases en programas de pregrado, postgrado y formación especializada en psicología jurídica, evaluación pericial forense, psicopatología infanto-juvenil, derecho de familia, entre otras.
Ha realizado docencia de posgrado en diplomados, cursos y programas de máster en distintas universidades de Chile y otros países. Entre las instituciones se encuentran la Academia de Fiscales del Ministerio Público de Chile, la Academia Judicial de Chile, la Universidad Alberto Hurtado, la Universidad Nacional Andrés Bello, la Universidad del Desarrollo, la Universidad Diego Portales, la Universidad Nacional de La Plata (Argentina), la Universidad Internacional SEK (Ecuador), entre otras.

## Publicaciones
Maffioletti es autor y coautor de más de 20 libros y más de 40 artículos científicos en las áreas de psicología forense, delitos sexuales, violencia contra la infancia, victimología y derechos humanos. Su investigación junto a la profesora Dra. Lorena Contreras-Taibo sobre abuso sexual infantil en la Iglesia Católica en Chile fue premiado el año 2021 por la Sociedad Interamericana de Psicología (SIP).
Algunos de sus libros destacados incluyen:
- Peritajes Psicológicos en Tribunales de Familia (2021) – Coordinador y editor.
- Manual Psicología Jurídica y Sistema de Justicia (2019) – Autor principal.
- Estudios en Psicología Jurídica y Forense (2018) – Editor.
- Psicología Jurídica, Derechos Humanos y Derecho Penal (2018) – Editor.
- Psicología, Víctimas y Justicia (2018) – Editor.
- Manual de Estrategias de Evaluación Pericial en casos de Abuso Sexual Infantil (2005). SENAME y UDP. - Autor principal.
- Manual de apoyo para la codificación e interpretación del Test de Rorschach (2001) - Autor principal.

Ha sido también autor y coordinador de diversas guías y manuales interinstitucionales desde el Ministerio Público de Chile, entre ellos:
- Guía de Entrevista de Investigación a Niños, Niñas y Adolescentes Víctimas de Delitos Sexuales (2012)
- Guía para la Evaluación Pericial de Daño en Víctimas de Delitos Sexuales (2010)
- Evaluación Pericial Psicológica de Credibilidad de Testimonio (2008)

## Aportes legislativos y trabajo institucional
Francisco Maffioletti ha participado activamente en procesos legislativos y de consulta tanto a nivel nacional como internacional. Dentro de otras iniciativas, en 2024 participó la consulta internacional organizada por el Subcomité de Prevención contra la Tortura de Naciones Unidas (SPT) en torno a la Observación General Nº1 relativa al concepto de lugares de privación de libertad. Ese mismo año, participó como experto en la consulta nacional sobre la Observación General Nº27 del Comité de los Derechos del Niño (CDN) de la ONU, sobre el acceso de niños, niñas y adolescentes a la justicia y a recursos efectivos.
En Chile, expuso en la Audiencia Pública del Proceso Constituyente de 2023, representando la opinión del Comité de Prevención contra la Tortura de Chile con relación al anteproyecto constitucional. Ha sido invitado en diversas oportunidades a comisiones parlamentarias, incluyendo la Comisión de Derechos Humanos del Senado para analizar el perfil del Defensor o Defensora de la Niñez 2023-2028, y la Comisión Investigadora de la Cámara de Diputadas y Diputados sobre beneficios intrapenitenciarios.
En su trayectoria, ha aportado a la discusión y mejora de proyectos de ley relevantes, como la imprescriptibilidad de delitos sexuales contra adultos, la regulación de entrevistas videograbadas para víctimas menores de edad, las reformas al Código Procesal Penal relativas a medidas de seguridad, la sanción del acoso sexual infantil y la creación de los Tribunales de Familia en Chile.

## Colaboraciones en medios de comunicación
Maffioletti ha colaborado como experto en distintos medios nacionales e internacionales en temas de psicología forense, abuso sexual, derechos humanos y criminología. Ha participado en documentales, reportajes y entrevistas en plataformas como Netflix, CIPER Chile, The Clinic, TVN (Informe Especial), La Tercera, El Mostrador, El Dínamo y Radio Concierto, entre otros.

## Reconocimientos
En 2006 fue elegido como uno de los 100 jóvenes líderes chilenos, por la Revista El Sábado del
diario El Mercurio –en conjunto con el Centro de Liderazgo Estratégico de la
Universidad Adolfo Ibáñez. https://lideresjovenes.cl/lider/francisco-jose-
maffioletti-celedon/
En 2007 es nombrado Miembro Honorario Internacional de la Sociedad Boliviana de Ciencias Forenses,
Sucre, Bolivia.
En 2010 es nombrado Miembro Honorario de la Asociación Chilena de Psicología Jurídica y Forense.
En 2011, recibió el Premio Nacional de la Especialidad en Psicología Jurídica y Forense, otorgado por el Colegio de Psicólogos de Chile.
En 2022 es nombrado Miembro Honorario Internacional de la Asociación Mexicana en Psicología Jurídica y Derecho Penal (AMPJyDP). https://ampjydp.org/asociados-honorarios-
internacionales/dr-francisco-maffioletti-celedon